# Sobór Zaśnięcia Matki Bożej we Włodzimierzu
Sobór Zaśnięcia Matki Bożej – prawosławny sobór we Włodzimierzu.
Sobór został wzniesiony w latach 1158–1160 po przeniesieniu do Włodzimierza stolicy księstwa włodzimiersko-suzdalskiego na wzniesieniu nad Klaźmą. Przy jego budowie pracowali budowniczowie sprowadzeni z zagranicy, w tym artyści reprezentujący łaciński styl romański.  Obiekt był niezwykle bogato dekorowany: zewnętrznie zdobiły go kompozycje płaskorzeźb, we wnętrzu zaś zespół fresków. Sobór był zaplanowany jako główna katedra prawosławnej eparchii, sąsiadował z nim zespół budynków rezydencji biskupiej. Obiekt ten został całkowicie zniszczony w pożarze w 1185, w czasie którego poważnie ucierpiał również sobór. Restauracji świątyni dokonali majstrowie wynajęci przez Wsiewołoda Wielkie Gniazdo. W tym okresie budynek został upodobniony do kijowskiego soboru Mądrości Bożej – dostawiono do niego galerie, nad którymi wzniesiono 4 kopuły, oprócz już istniejącej centralnej.

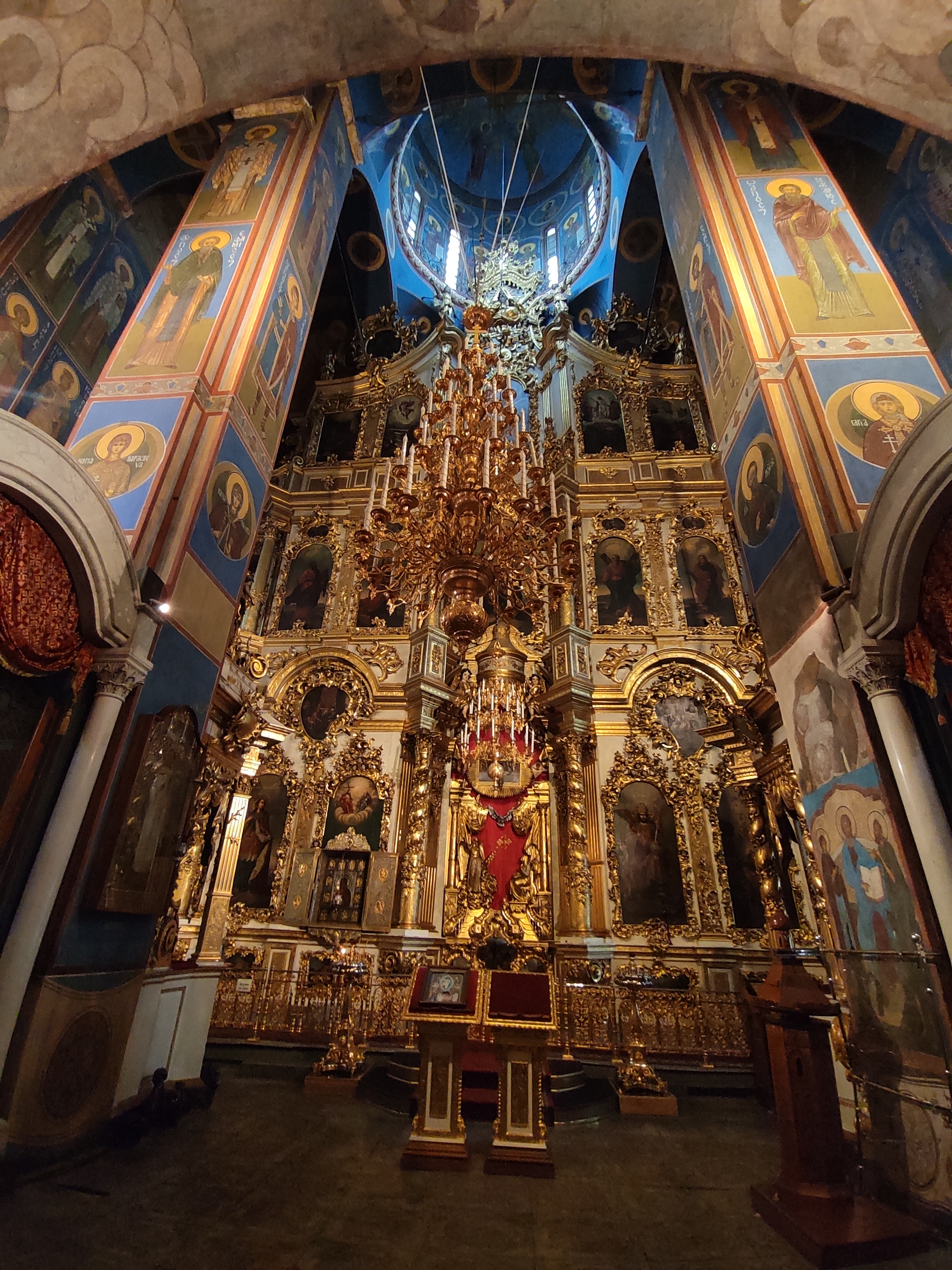
Ikonostas (2023)

W 1305 w soborze został pochowany metropolita kijowski Maksym, który sześć lat wcześniej przeniósł stałą siedzibę hierarchów kijowskich do Włodzimierza
Sobór Zaśnięcia Matki Bożej we Włodzimierzu był wzorem dla budowniczych soboru Zaśnięcia Matki Bożej w Kremlu moskiewskim.
W 1862 do obiektu została dobudowana kaplica św. Jerzego z wyposażeniem naśladującym sztukę staroruską. W tym samym i kolejnym stuleciu budynek został poddany pracom konserwatorskim. Sobór był stale czynny, poza okresem 1927–1944. We wnętrzu przetrwały freski z XII w., część ikon wykonanych dla cerkwi przez Andrieja Rublowa i współpracującego z nim Daniła Czarnego (współcześnie eksponowanych w Galerii Tretiakowskiej oraz namalowany przez tych samym autorów fresk „Sąd Ostateczny”.